# الحقبة الحديثة المبكرة لفرنسا
مملكة فرنسا في الحقبة الحديثة المبكرة، هي المملكة التي امتدت من عصر النهضة (نحو عام 1500-1550) إلى الثورة الفرنسية (1789-1804)، حُكم هذا النظام الملكي من قبل آل بوربون (فرع الأبناء الصغار للسلالة الكابية) والذي يُقابل ما يُسمى بالنظام القديم. تزايدت مساحة الأراضي الفرنسية خلال هذه الحقبة لدرجة سيطرتها على جميع المناطق المُشكلة لفرنسا الحديثة، بالإضافة إلى احتوائها على الأراضي التابعة للإمبراطورية الفرنسية الاستعمارية الأولى العابرة للبحار.
هيمن الملك لويس الرابع عشر «ملك الشمس» على هذه الحقبة (امتدت فترة حكمه من 1643 إلى 1715 والتي تعتبر الأطول في التاريخ)، والذي عمل على التخلص من بقايا إقطاعية القرون الوسطى وتأسيس دولة مركزية تحت حكمٍ ملكي مُطلق، صمد هذا النظام حتى قيام الثورة الفرنسية وما بعدها.

## البُنية الجغرافية
في منتصف القرن الخامس عشر، كانت فرنسا أصغر بكثير مما هي عليه الآن، وخضعت العديد من المحافظات الحدودية (مثل روسيون وسيردانيا وكاليه وبيارن ونفارا وكونتية فوا وكونتية فلانديرز ومقاطعة أرتوا ودوقية لورين وألزاس ومحافظة الأساقفة الثلاثة وفرانش كونته ومنطقة سافوي وبريس وبوغي وغيكس ونيس وبروفنس وكورسيكا وبريتاني) للحكم الذاتي أو لحكم أجنبي (كخضعوها لحكم مملكة إنجلترا) إضافة إلى بعض الجيوب الأجنبية مثل مقاطعة فينيسين. بالإضافة لهذا، فقد خضعت محافظات فرنسية معينة للحكم الإقطاعي من قبل العوائل النبيلة (إذ خضعت كل من محافظات بوربونيس ومارش وفوريز وأوفيرن للحكم الإقطاعي لعائلة بوربون لكن دُمجت هذه المحافظات بالقوة في النظام الملكي في عام 1527 بعد سقوط الملك تشارلز الثالث، دوق بوربون)
شهدت أواخر القرن الخامس عشر والقرنان السادس عشر والسابع عشر توسعًا هائلًا للأراضي الفرنسية ومحاولةً لتنظيم محافظاتها من خلال نظام إداري متكامل. خلال هذه الحقبة، توسعت الأراضي الفرنسية لتكوّن المساحة الحديثة لفرنسا من خلال الاستحواذ على بيكاردي وبرغونية وأنجو ومَين وبروفنس وبريتاني وفرانش كونته وفلاندرز الفرنسية ونفارا وروسيون ودوقية لورين وألساز وكورسيكا.
قائمة بالأراضي التي استحوذت عليها فرنسا في الفترة 1461-1789 مقسمة حسب فترات حكم الملوك:
- فترة حكم الملك لويس الحادي عشر- بروفنس (1482) ودوفين (1461، كانت تحت السيطرة الفرنسية منذ 1349).
- فترة حكم الملك هنري الثاني– كاليه ومحافظة الأساقف الثلاثة (1552).
- فترة حكم هنري الرابع - كونتية فوا (1607).
- فترة حكم لويس الثالث عشر- بيارن ونفارا (1620، كانتا تحت السيطرة الفرنسية منذ 1589 كجزء من ممتلكات الملك هنري الرابع).
- فترة حكم لويس الرابع عشر
- صلح وستفاليا (1648)- ألساز.
- صلح البرانس (1659)- مقاطعة أرتوا وكتالونيا الشمالية (روسيون وسيردانيا).
- صلح نايميخين (1678-1679)- فرانش كونته وفلاندرز.
- فترة حكم لويس الخامس عشر- دوقية لورين (1766) وكورسيكا (1768).

استحوذت فرنسا لاحقًا على دوقية سافوي ومدينة نيس وبعض المدن البابوية الصغيرة (مثل افينيون)، إضافةً إلى بعض الأراضي الأجنبية. شرعت فرنسا أيضًا باستكشاف واستعمار وعمل تبادلات تجارية مع الأمريكيتين (فرنسا الجديدة ولويزيانا ومارتينيك وغوادلوب وهايتي وغويانا الفرنسية) والهند (بودوتشيري) والمحيط الهندي (لا ريونيون) والشرق الأقصى ومحطات تجارية قليلة في أفريقيا.
كانت باريس هي عاصمة فرنسا، لكنها هُجرت من قبل عائلة فالوا الحاكمة، مفضلين الإقامة في قلاعٍ واقعة في وادي اللوار وفي المناطق الريفية الباريسية. اتخذ الملك الفرنسي هنري الرابع من باريس محلًا رئيسيًا لإقامته (مما شجع ازدهار مجال بناء القصور الخاصة)، إلا أن الملك لويس الرابع عشر انسحب مرة أخرى من باريس في العقود الأخيرة من حكمه وأصبح قصر فرساي محلًا رئيسيًا لإقامة السلالة الملكية الفرنسية لمعظم فترات القرن اللاحق.
أُطلقت تسمية «الحكم القديم» على النظام الإداري والقانوي لفرنسا خلال هذه الحقبة.

## التركيبة السكانية
قتل الطاعون الأسود ما يقارب ثُلث عدد سكان فرنسا منذ ظهوره في عام 1348. أبطأت حرب المئة عام من عودة أعداد السكان إلى طبيعتها. في أوائل القرن السادس عشر، ازداد عدد السكان وعاد إلى مستوياته التي كان عليها في منتصف القرن الرابع عشر.
وصل عدد سكان فرنسا إلى ما يقارب 11 مليون نسمة في 1400، و20 مليون نسمة في القرن السابع عشر، و28 مليون نسمة في 1789، وفي عام 1796، أصبحت فرنسا أكثر البلدان اكتظاظًا بالسكان في أوروبا (متقدمة على روسيا وبعدد سكان يصل إلى ضعف حجم سكان بريطانيا أو هولندا) وحلت بالمرتبة الثالثة كأكثر البلدان سكانًا في العالم، متأخرةً عن الصين والهند فقط.
أدت هذه التغيرات الديموغرافية إلى زيادة هائلة في أعداد السكان الحضريين، لكن فرنسا بقيت كدولة ريفية في غالبيتها. كانت باريس من أكثر المدن اكتظاظًا بعدد السكان في أوروبا (ما يقارب 400,000 نسمة في 1550، و650,000 في نهاية القرن الثامن عشر). احتوت فرنسا على مدن أخرى كبيرة مثل ليون وروان وبوردو وتولوز ومارسيليا.
شهدت هذه القرون حقبًا من تفشي الأوبئة وتلف المحاصيل الزراعية بسبب الحروب والتغيرات المناخية. (سُميت الحقبة الممتدة في الفترة 1550-1850 باسم «العصر الجليدي الصغير»). خسرت فرنسا 6% من عدد سكانها في الفترة بين 1693 و1694. وخسرت 3.5% من عدد سكانها في الشتاء القاسي لعام 1709. خلال القرون الثلاثة الماضية، لم تشهد فرنسا حقبة مهلكة مماثلة لهذه الفترة، حتى مع احتساب أعداد القتلى خلال الحربين العالميتين مجتمعتين.

## اللغة
كانت الاختلافات اللغوية في فرنسا كبيرة. قبل عصر النهضة، تحدث الأشخاص لبعضهم البعض في الشمال الفرنسي باستخدام مجموعة مختلفة من اللهجات عُرفت باسم «لغات الأويل»، في حين استمر استعمال اللغة اللاتينية في الكتابة والإدارة. بحلول القرن السادس عشر، طُوّرت صيغة موحدة من الفرنسية (سُميت بالفرنسية الوسطى) مشكلةً أساسًا للفرنسية الحديثة خلال القرنين السابع عشر والثامن عشر والتي أصبحت بدورها لغة التواصل المشترك في القارة الأوروبية. في 1539، أُصدر مرسوم فيلير كوتيري من قبل الملك الفرنسي فرانسوا الأول جاعلًا اللغة الفرنسية هي اللغة الوحيدة المستعملة في السياقات القانونية والقضائية. بالرغم من هذا، وبحلول عام 1790، فقد استُعملت الفرنسية الموحدة من قبل نصف سكان فرنسا فقط.
استمر النصف الجنوبي من فرنسا بالتحدث باللغات الأكستانية (مثل البروفنسالية)، فيما تحدث سكان آخرون بلغات أخرى مثل البريتانية والكتالونية والبشكنشية والهولندية (الفلمنية الغربية) والبروفنسالية الفرنسية. استمر سكان المناطق الريفية الشمالية  من فرنسا بالتحدث باللهجات الرائجة لديهم والتابعة للغات الأويل. شُجع تدريس اللغة الفرنسية في جميع المدارس خلال الثورة الفرنسية. استُخدمت اللغة الفرنسية للنظام القانوني، والتي اختلفت عن الفرنسية المستعملة في المحاكم الفرنسية قبل الثورة.
وُحدت اللغة المستخدمة في دولة فرنسا في نهاية القرن التاسع عشر.

## البُنى الإدارية
يُشير مصطلح «الحكم القديم» أو «المملكة القديمة» أو «النظام القديم» إلى النظام الأرستقراطي والاجتماعي والسياسي المؤسس في فرنسا والذي استمر منذ نحو القرن الخامس عشر حتى القرن الثامن عشر في فترة الحكم الملكي لآل فالوا وآل بوربون. نتجت البُنى الإدارية والاجتماعية للحكم القديم من سنوات من بناء الدولة وتشريع القوانين (مثل مرسوم فيلير كوتيري) وصراعات داخلية وحروب أهلية، إلا أنها بقيت كخليط مربك من الامتيازات المحلية والاختلافات التاريخية حتى قيام الثورة الفرنسية والتي قضت على عدم الترابط الإداري خلال زمنٍ قياسي.